# Поних, Богачесть Бедрих
Бо́гачесть Бе́дрих По́них, немецкий вариант — Эрегот Фридрих Паннах (в.-луж.  Bohačesć Bjedrich Ponich, нем. Ehregott Friedrich Pannach, 8 мая 1761 года, Малешецы, Лужица — 1 марта 1826 года, деревня Лучо, Лужица) — лютеранский священнослужитель и библиофил, собравший библиотеку, которая получила его имя «Ponichowa knihownja» (Библиотека Пониха).

## Биография
Родился 8 мая 1761 года в семье лютеранского священника Петра Пониха в деревне Малешецы. Младший брат Самуэля Богувера Пониха. Во время изучения теологии в Виттенберге участвовал в деятельности серболужицкого культурно-просветительского общества «Сербского проповеднического общества».
С 1784 по 1806 год жил в Будишине, где готовился в принятию священнического служения. В то же время начал собирать рукописи на лужицких языках. В 1809 году был назначен настоятелем в лютеранский приход в деревне Лучо, где прослужил до своей смерти в 1826 году.
История библиотеки
Будучи настоятелем, собрал 70 серболужицких рукописей и печатных книг XVI—XVIII веков для своей личной библиотеки. В собрании находились первая серболужицкая печатная книга Альбина Моллера 1574 года и «Sćeni Mateja a Marka» Михала Френцеля 1670 года. После его смерти библиотеку купил настоятель церкви святого Николая Гандрий Любенский, который подарил её Сербскому проповедническому обществу. 11 декабря 1827 года по просьбе Гандрия Зейлера библиотека была перевезена в Лейпциг, где она получила имя своего основателя. В 1929 году в журнале «Sorabija» упоминалось, что Библиотека Пониха хранилась в Серболужицком доме в Лейпциге. В 1945 году часть собрания была конфискована советской трофейной бригадой и вывезена в СССР. В 1999 году Юрий Кох, будучи в Москве, выкупил у частного лица четыре ящика собрания Библиотеки Пониха. В 2001 году в Лейпциге была представлена её сохранившаяся часть.